# Sistema complesso
Un sistema complesso è un sistema dinamico a multicomponenti, ovvero composto da diversi sottosistemi che tipicamente interagiscono tra loro in modo interdipendente, descrivibili analiticamente tramite modelli matematici. Questo tipo di sistema viene studiato nell'ambito della teoria della complessità.  
Si rende tipicamente necessario un approccio globale, in quanto non è possibile risolvere analiticamente tutti i componenti con le loro interazioni, mentre è utile affidarsi a complesse simulazioni al calcolatore per valutare/analizzare il comportamento dinamico di ciascun componente così come le reciproche interazioni, le quali possono essere descritte in maniera semplice ovvero lineare oppure non lineare (vedi sistema dinamico). 
Tipici dei sistemi complessi sono i concetti di autorganizzazione e comportamento emergente. L'assunzione di sistema complesso abbraccia dunque la maggior parte dei sistemi fisici reali a molte componenti, rispetto ai sistemi ritenuti "semplici", più tipici della fisica classica. 

## Proprietà

### Complessità

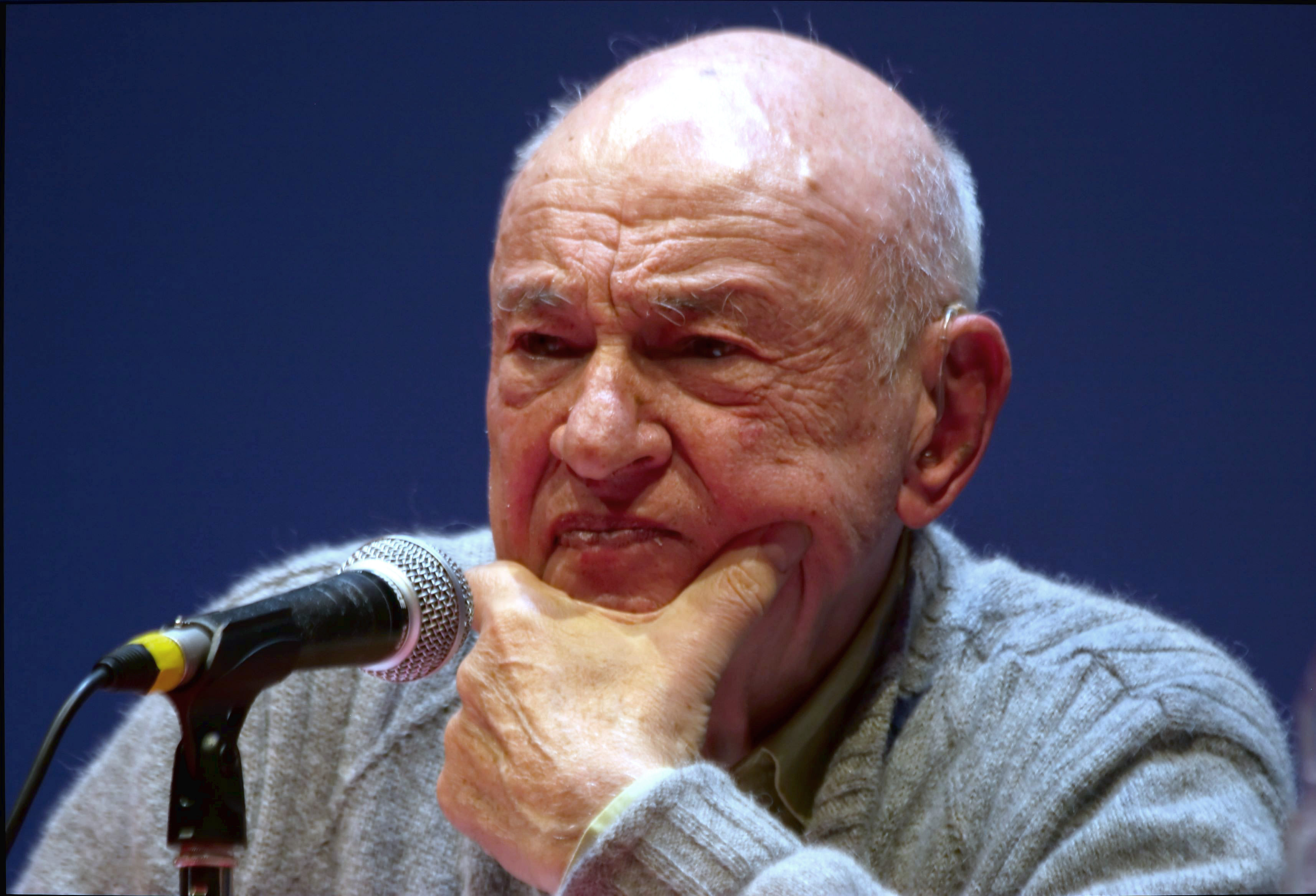
Edgar Morin

"La complessità è una parola problema e non una parola soluzione" (Edgar Morin)
Maggiore è la quantità e la varietà delle relazioni fra gli elementi di un sistema, maggiore è la sua complessità; a condizione che le relazioni fra gli elementi siano di tipo non-lineare. Un'altra caratteristica di un sistema complesso è che può produrre un comportamento emergente, cioè un comportamento complesso non prevedibile e non desumibile dalla semplice sommatoria degli elementi che compongono il sistema. Un esempio è l'andamento dei mercati finanziari. Nonostante si possa prevedere e comprendere il comportamento dei singoli investitori della microeconomia, è impossibile prevedere, data la conoscenza dei singoli traders, l'andamento della macroeconomia.
Un sistema non-lineare è tanto più complesso quanto maggiori parametri sono necessari per la sua descrizione. Dunque la complessità di un sistema non è una sua proprietà intrinseca, ma si riferisce sempre ad una sua descrizione; e dipende, quindi, sia dal modello utilizzato nella descrizione sia dalle variabili prese in considerazione. Il principale obiettivo della teoria della complessità è di comprendere il comportamento dei sistemi complessi, caratterizzati tanto da elementi numerosi – e diversi tra loro – quanto da connessioni numerose e non lineari. In particolare, uno dei centri di ricerca più importanti sulla teoria della complessità – il Santa Fe Institute, fondato nel 1984 – si è particolarmente dedicato allo studio dei sistemi complessi adattativi (CAS – Complex Adaptive Systems), cioè sistemi complessi in grado di adattarsi e cambiare in seguito all'esperienza, come ad esempio gli organismi viventi, caratterizzati dalla capacità di evoluzione: cellule, organismi, animali, uomini, organizzazioni, società, politiche, culture (Holland, 2002).

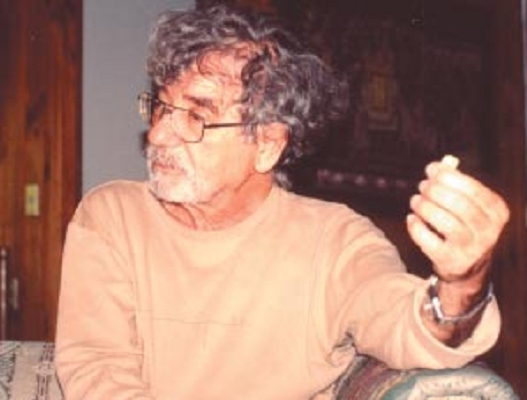
Humberto Maturana

L'antropologo e psicologo britannico Gregory Bateson è uno degli autori di riferimento della teoria dei sistemi mentre il filosofo francese Edgar Morin è sicuramente l'esponente di maggior spicco della scienza della complessità. Uno dei referenti massimi in Italia della teoria della complessità è Mauro Ceruti che ha introdotto e tradotto numerosi testi sull'argomento. Il connubio tra la teoria dei sistemi e quella della complessità ha dato vita alla teorizzazione dei sistemi dinamici complessi. Questo filone è stato applicato all'essere vivente, in generale, e più nello specifico all'uomo da noti studiosi come Ludwig von Bertalanffy, Humberto Maturana e Francisco Varela. Più recentemente The Boston Process of Change Study Group (che vanta tra i vari autori Daniel Stern e Louis Sander) ha applicato la teoria dei sistemi complessi anche alla psicoanalisi, sviluppando un filone di ricerca innovativo e interessante che trae le sue radici dallo studio dell'interazione madre-bambino. In Italia l'applicazione del modello dei sistemi dinamici complessi alla psicologia è all'avanguardia ed ha nel filosofo Tullio Tinti e negli psicoanalisti Michele Minolli e Marcello Florita i principali esponenti. All'interno della prospettiva psicoanalitica il sistema umano è considerato un "sistema complesso adattativo" (CAS) ed è definito "sistema Io-soggetto".

### Dinamica dei sistemi
La dinamica dei sistemi costituisce un approccio alla comprensione del comportamento dei sistemi complessi nel corso del tempo. Ha a che vedere con gli anelli, o circuiti, di retroazione interna e i ritardi che incidono sul comportamento di tutto il sistema.[1] Ciò che rende la dinamica dei sistemi diversa da altri approcci allo studio dei sistemi complessi è l'uso degli anelli di retroazione e dei livelli e flussi (nella dinamica dei sistemi, i termini "livello" e "stock" possono considerarsi intercambiabili). Questi elementi aiutano a descrivere come anche sistemi apparentemente semplici esibiscono una non linearità sconcertante.

### Auto-organizzazione
I sistemi complessi adattivi (CAS in inglese) sono sistemi dinamici con capacità di auto-organizzazione composti da un numero elevato di parti interagenti in modo non lineare che danno luogo a comportamenti globali che non possono essere spiegati da una singola legge fisica. Alcuni esempi: comunità di persone interagenti, il traffico, il cervello umano. Il campo della scienza che si occupa di studiare e modellare questi sistemi è detto scienza della complessità.
Questa proprietà è sfruttata in varie applicazioni pratiche, come ad esempio le reti radio militari e i sistemi anti-intrusione delle reti informatiche.
("Prede o ragni. Uomini e organizzazioni nella ragnatela della complessità", De Toni e Comello (2005))

### Comportamento emergente

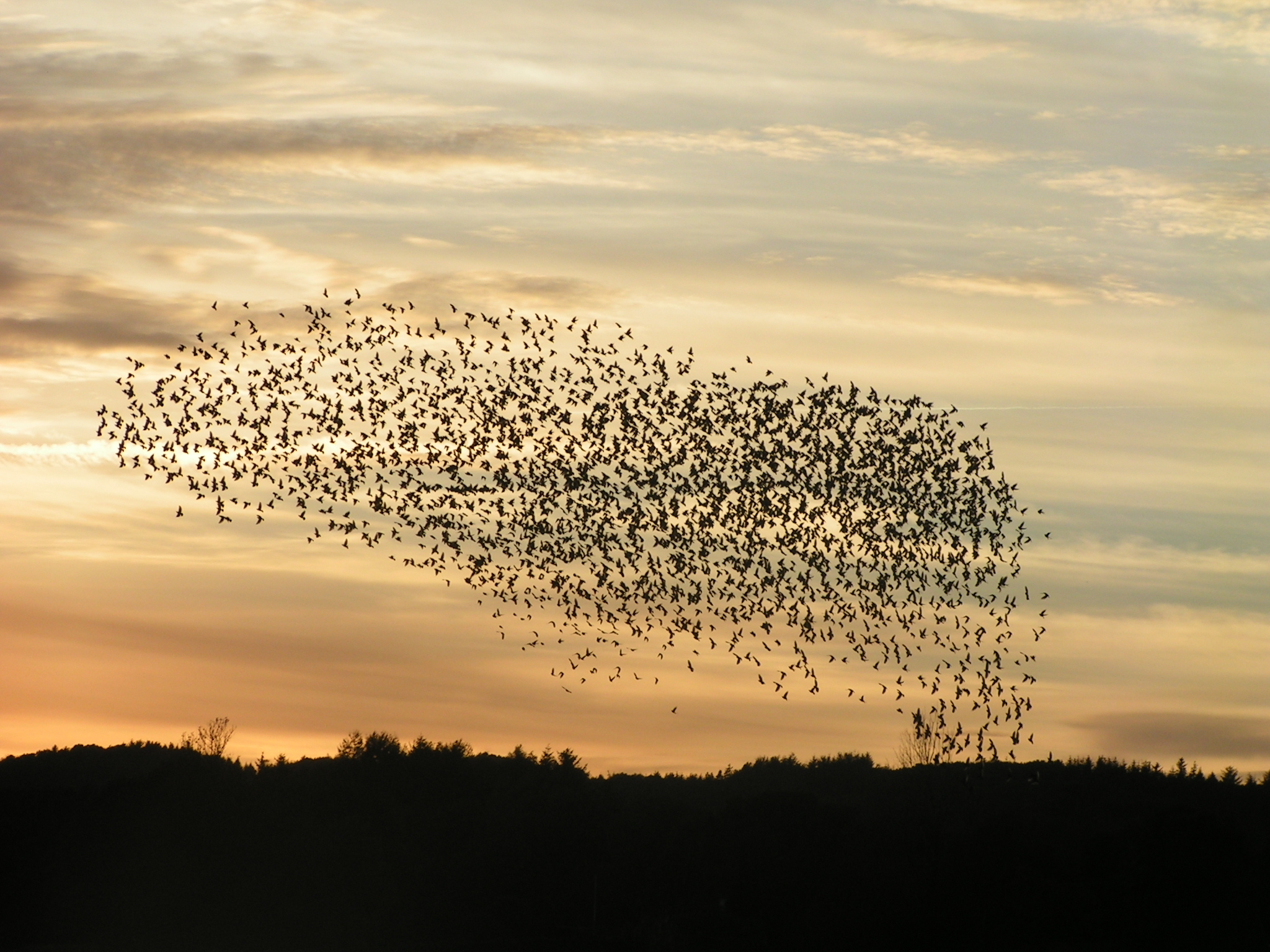
Comportamento emergente da parte di uno stormo di uccelli

I sistemi complessi sono sistemi il cui comportamento non può essere compreso a partire dal comportamento dei singoli elementi che li compongono in quanto interagenti tra loro: l'interazione tra i singoli elementi determina il comportamento globale dei sistemi e fornisce loro delle proprietà che possono essere completamente estranee agli elementi singoli. Questa proprietà è chiamata comportamento emergente, nel senso che a partire dalle interazioni tra i singoli componenti del sistema emerge un "comportamento globale" non previsto dallo studio delle singole parti.
Ne sono un esempio alcuni programmi per computer che simulano parte del comportamento delle termiti: la singola termite (simulata) compie azioni elementari come muoversi e spostare oggetti in modo quasi casuale; globalmente però le termiti creano dei mucchi di oggetti, senza che questo sia codificato nel loro comportamento singolo. Un altro esempio è il gioco della vita di John Conway. Dal punto di vista strettamente epistemologico tutto ciò conduce ad una visione globale (olistica) dell'analisi dei sistemi a molte componenti che è in aperto contrasto con l'impostazione classica riduzionistica, costituendone allo stesso tempo anche il suo deciso superamento.

### Biforcazioni

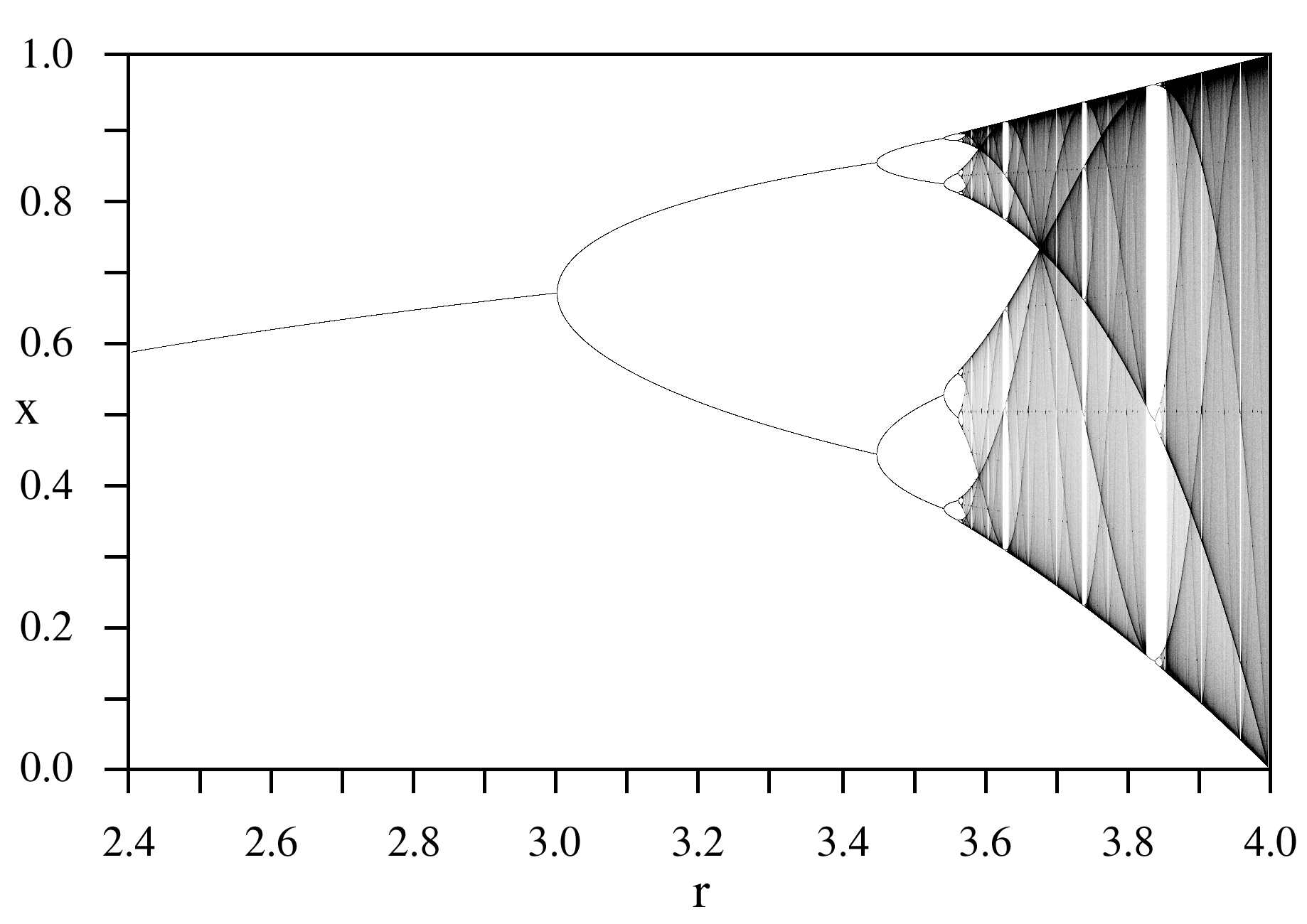
Mappa logistica con punti di biforcazione

Nei sistemi complessi l'evoluzione si basa su dinamiche differenti rispetto a quelle della teoria darwiniana sulla selezione naturale. L'evoluzione complessa è caratterizzata da un cambiamento discontinuo e imprevisto, che si svolge secondo una dinamica detta biforcazione. In questo tipo di evoluzione il cambiamento avviene in maniera improvvisa: il sistema raggiunge un punto critico in cui risulta del tutto instabile e il suo futuro è determinato dal caso.
La destabilizzazione del sistema può verificarsi a causa di due fattori: forti perturbazioni provenienti dall'esterno, o mutazioni interne al sistema stesso che avvengono in maniera più o meno graduale. È impossibile prevedere l'esito di una biforcazione; il sistema può tanto stabilizzarsi e tornare allo stato di partenza, quanto assumere nuovi stati completamente diversi. La particolarità di questo tipo di dinamica evolutiva è che il risultato finale può non essere necessariamente un'ottimizzazione del sistema o un suo miglioramento, ma anche una sua regressione o nel peggiore dei casi la sua distruzione.

### Transizione al caos

Attrattore di Lorenz, esempio di caos deterministico

La complessità è in parte legata al caos: più precisamente sotto opportune condizioni un sistema complesso può evolvere o avere una cosiddetta transizione al caos (diversi sistemi caotici invece non sono considerati complessi per numero di gradi di libertà). La sopravvivenza in ambienti così variabili viene ricercata nel raggiungimento del confine del caos, quella particolare area dove si massimizzano le possibilità di evoluzione. I sistemi complessi adattativi, cioè, si situano tra l'eccessivo ordine – una staticità che ricorda da vicino un meccanismo – e l'eccessivo disordine – un caos fuori controllo che può sconfinare, a livello sociale, nell'anarchia.
Questo specifico stato assunto dai sistemi complessi è anche chiamato spazio delle possibilità, poiché è la situazione in cui essi possono scegliere tra più comportamenti e configurazioni alternative. È in questo particolare stato, infatti, che questi sistemi agiscono in maniera più complessa e creativa, operando eventuali evoluzioni sfruttando le proprie peculiari capacità di apprendimento e adattamento.

### Esempi
Alcuni esempi di sistemi complessi sono:
- gli automi cellulari

Il Sistema climatico, esempio di complessità

- la crosta terrestre, quando ad esempio si considerano le interazioni che provocano i terremoti
- il sistema climatico
- gli ecosistemi (anche i più semplici)
- gli organismi viventi
- il sistema umano (che è composto da sottosistemi quali: sistema endocrino, sistema linfatico, sistema respiratorio, sistema limbico, sistema immunitario, sistema nervoso, mente, etc.)
- i sistemi sociali
- i sistemi economici
- Ambiente e territorio